# Шарбойц
Шарбойц (нем. Scharbeutz) — община в Германии, в земле Шлезвиг-Гольштейн.
Входит в состав района Восточный Гольштейн. Население составляет 11 710 человек (на 31 декабря 2010 года). Занимает площадь 51,78 км².
Близ Шарбойца река Гёзебек впадает в Балтийское море.
Коммуна подразделяется на 10 сельских округов.